# Papuagrion occipitale
Papuagrion occipitale är en trollsländeart som först beskrevs av Selys 1877.  Papuagrion occipitale ingår i släktet Papuagrion och familjen dammflicksländor. Inga underarter finns listade i Catalogue of Life.